# Czike Ferenc
Nagyrévi Czike Ferenc (Kisoroszi, 1852. február 16. – Budapest, 1915. január 25.) magyar tanító, elemi iskolai igazgató.

## Élete
Apja Czike Dániel (1817–1873), anyja Mentár Zsófia (?-1867) volt. Kisorosziban született, innét még ugyanazon évben Óbudára került atyjával, aki őt a gimnázium első osztályára előkészítette; a többi osztályt a pesti református főgimnáziumban végezte. 1869-től kezdve három évig az egyetemen sebészetet hallgatta. 1873-ban apja halála után Óbudán megválasztották ideiglenes tanítónak, a református hitközség pedig orgonista-kántornak. Miután egy év múlva letette a tanítói vizsgát, véglegesen megerősítették hivatalában. A kerületben elhalt tanítók és a közélet jelesei fölött rendszerint ő tartott búcsú- és emlékbeszédet. A méterrendszer behozatala alkalmával a hatóság őt bízta meg, hogy előkészítő előadást tartson a III. kerület lakosságának. Közel hét esztendeig viselte az iskolaszék jegyzői tisztét; részt vett a kerületi nép- és iskolai könyvtáregylet megalapításában. 1876-ban az egyháznál viselt tisztétől megvált, 1883-ban pedig a budapesti VI. kerületi Szív utcai községi elemi iskolához helyezték át és fokozatosan jobb-jobb iskolához került, tanított a belvárosi Lipót utcai iskolában.